# الموارنة في لبنان
الموارنة في لبنان (بالسريانية الشرقية: ܡܫܝܚܝ̈ܐ ܡܪ̈ܘܢܝܐ ܕܠܒܢܢ) هم المواطنون اللبنانيون الذي يتبعون الكنيسة المارونية ويعتبرون أكبر الطوائف المسيحية في لبنان. والكنيسة المارونية هي كنيسة كاثوليكية شرقية تتبع بالكامل للكنيسة الكاثوليكية العالمية.
وتقدر أعدادهم بحوالي 1,062,000 ويشكلون 22% من مجموع سكان لبنان المنقسمين إلى طوائف عدة. وبموجب اتفاق الميثاق الوطني غير المكتوب فإنه ينص على وجوب أن يكون رئيس الدولة مارونياً. كان الموارنة ينتمون إلى الطبقة الحاكمة، حيث تقاسموا في البداية السلطة مع الموحدون الدروز، ثم لاحقاً مع المُسلمين السُّنة.

## التاريخ
التراث الثقافي واللغوي للشعب اللبناني هو مزيج من العناصر الفينيقية الأصلية والثقافات الأجنبية التي حكمت البلاد وشعبها على مدى آلاف السنين. والتنوع الجيني أحد أهم ركائز المجتمع اللبناني رغم تشابهها القريب جدًا، وذلك التنوع يسبق الانقسامات الدينية، وهذا ما أشار له الباحث في المشروع الجينوغرافي بيار زلوعة حيثُ قال:
عُرف أتباع يسوع باسم المسيحيين منذ عام 70 م في مدينة أنطاكية اليونانية، عندما تدمرت أورشاليم. وأصبحت أنطاكيا مركز الديانة المسيحية، حسب التقاليد الكاثوليكية، وكان أول أسقف لها هو القديس بطرس قبل انتقاله إلى روما. أما الأسقف الثالث على أنطاكية هو الأب الرسولي إغناطيوس، والتي أصبحت أنطاكية في عهده واحدة من البطريركيات الخمس الرئيسية بعد اعتراف قسطنطين العظيم بالمسيحية.
أما المسيحية المارونية فقد اشتقت اسمها وهويتها الدينيّة من القديس مارون، والذي هاجر مع أتباعه من مدينة أنطاكية (حايًا هاتاي) إلى منطقة جبل لبنان، مؤسسًا نواة الكنيسة المارونية. وكان ذلك خلال القرن الرابع الميلادي، والذي كان فيه مارون معاصرًا للقديس يوحنا ذهبي الفم، كما كان صديقًا له وراهب عنده. وقرر مارون مغادرة أنطاكية متوجهًا إلى نواحي نهر العاصي ليعيش حياة نسكية وتعبدية على طريقة أنطونيوس الكبير والأنبا باخوم.
تمسك الموارنة بمعتقدات مجمع خلقيدونية عام 451 ميلادية. وعندما قتل المونوفيزيون (عقيدة مسيحية مخالفة للموارنة) في أنطاكية 350 راهبًا، انتقل الموارنة من العاصي إلى جبال لبنان. أدى الحدث وتبعاته إلى اعترافًا بابويًا وأرثوذكسيًا للموارنة، وأكد على ذلك البابا هرمزيدا في 10 فبراير 518. وتم بناء دير حول مقام القديس مارو (مارون) بعد مجمع خلقيدونية. لاحقًا بُني دير حول مقام القديس مارون بعد مجمع خلقيدونية.
في بداية القرن السابع الميلادي قتل بطريرك أنطاكية على يد جنود فرس أو يهود محليين. لذلك ضل الموارنة بدون قائد، واستمر ذلك طويلًا بسبب الحرب الساسانية البيزنطية 602-628 الأخيرة والأكثر تدميرًا. وفي أعقاب الحرب، نشر الإمبراطور هرقل عقيدة كريستولوجية جديدة في محاولة لتوحيد الكنائس المسيحية المختلفة في الشرق، والتي انقسمت بسبب قبول أو رفض مجمع خلقيدونية. هذه العقيدة ذات الطابع التوحيدي (مونوثيليتية)، كان هدفها توحيد مؤيدي خلقيدونية، مثل الموارنة، ومعارضيها، مثل اليعاقبة. لاستعادة المونوفيزيين، دافع البطريرك القسطنطيني سرجيوس الأول عن الطاقة الأحادية لأول مرة. دعا البابا هونوريوس الأول (625-638) من روما بسذاجة إلى إنهاء النزاع وفسر وجهة نظر سرجيوس على أنها صحيحة لأن المسيح أظهر إرادة واحدة فقط بقدر ما لن يختلف إنسانه الذي بلا خطيئة مع إرادته الإلهية.

## شخصيات مهمة
- حبيب باشا السعد
- إميل إده
- ألفرد جورج النقاش
- بشارة الخوري
- فؤاد شهاب
- سليمان فرنجية
- بشير الجميل
- إميل لحود
- ميشال سليمان